# Parque nacional de Taka Bonerate
Parque nacional de Taka Bonerate (en indonesio: Taman Nasional Taka Bonerate) es un parque marino que se compone de las islas del atolón Takabonerate, ubicado en el Mar de Flores, al sur de la isla de Celebes (Sulawesi) de Indonesia.
El área, que incluye las islas del atolón y el área marina, fue declarada con el estatus de protección de parque nacional en 1992.
El parque nacional de Taka Bonerate se administra como parte de la regencia de Selayar, en la provincia de Celebes del sur. El atolón está situado en el Mar de Flores, al sureste de la costa del sur de los "brazos" de la isla de Sulawesi, y al este de la isla de Selayar. Está situado al oeste de las islas Wakatobi y en el extremo norte de la isla de Komodo en el Mar de Flores. La ciudad más cercana es Makassar, desde donde se puede llegar en aproximadamente 16 horas en barco.